# Сандс, Чарльз
Чарльз Эдвард Сандс (англ. Charles Edward Sands; 22 декабря 1865, Нью-Йорк, Нью-Йорк — 9 августа 1945, Нью-Йорк, Нью-Йорк) — американский гольфист, теннисист и жё-де-помист, чемпион летних Олимпийских игр 1900.
На Играх 1900 в Париже Сандс участвовал в одиночных соревнованиях по гольфу среди мужчин, в котором, с результатом 167 очков, занял первое место.
На этих же Играх он принял участие в трёх теннисных турнирах. В одиночном он вышел уже из первого раунда, проиграв британцу Гарольду Махони со счётом 6:2, 6:3. В парном разряде он играл вместе с британцем Арчибальдом Уорденом, и они сразу проиграли в четвертьфинале американцу Бэзилу де Гармендиа и французу Максу Декюжи с результатом 6:3, 7:5. В смешанном турнире, Сандс играл вместе с американкой Джорджиной Джонс, но они уступили в первом же раунде паре американки Марион Джонс и британца Лоуренса Дохерти со счётом 6:1, 7:5.
Через 8 лет, на Играх в Лондоне, Сандс соревновался в жё-де-поме. Однако он вышел уже из первого раунда, проиграв британцу Юстасу Майлсу со счётом 6:3, 6:3, 6:3.